# Нижние Тимерсяны
Ни́жние Тимерся́ны (чув. Анат Тимӗрҫен) — село в составе Тимерсянского сельского поселения Цильнинского района Ульяновской области. 

## География
Находится у речки Тимерсянка на расстоянии примерно 10 километров на запад-северо-запад по прямой от районного центра села Большое Нагаткино. 

## История
Основано во второй половине XVIII века, после разделения одного большого села на две части — Средние Тимерсяны и Нижние Тимерсяны.
В 1750 году ясачными чувашами была основана деревня Салейкино.
В 1780 году деревня Нижней Тимерсян, крещеных чуваш, ясашных чуваш, служилых татар, вошла в состав Симбирского уезда Симбирского наместничества.
В 1859 году село Средние Тимерсяны (позже разделится и будет называться — Нижние Тимерсяны (Пойкино)), по проселочному тракту из г. Симбирск в с. Старые Алгаши, в 1-м стане Симбирского уезда Симбирской губернии. Имелась церковь и сельское училище.
В деревне Нижних Тимерсянах смешанная школа грамоты, открыта в 1896 г., помещалась в доме священника.
В 1913 году было 469 дворов и 2788 жителей.
В советские годы работали колхозы «Красный Тимерсян» и «Память Ильича».

## Население
Население составляло: на 1900 г. — в д. Нижних Тимерсянах (Пойкине, в 1/2 в.; н. ч.) в 295 дворах жило: 1090 м. и 1126 ж.; 1334 человека в 2002 году (чуваши 98%), 1211 по переписи 2010 года.

## Известные уроженцы
- Тимерзеньзэм, Анисия Васильевна — деятель чувашской литературы, поэтесса.